# Psaenythia manasuyani
Psaenythia manasuyani är en biart som beskrevs av Holmberg 1921. Psaenythia manasuyani ingår i släktet Psaenythia och familjen grävbin. Inga underarter finns listade i Catalogue of Life.